# مطار ريتشلين لارس
مطار ريتشلين لارس (إياتا: REB، إيكاو: EDAX) (بالألمانية: Flugplatz Rechlin-Lärz) هو مطار في قرية Rechlin، مكلنبورغ-فوربومرن، ألمانيا. لا يستخدم المطار لحركة المرور المجدولة ولكنه يتميز بالطيران العام وهو موطن لأنشطة ترفيهية أخرى أيضًا. بالإضافة إلى ذلك، يقام مهرجان الموسيقى مهرجان فيوجن هنا.

## روابط خارجية
- الموقع الرسمي
- موقع متحف الطيران في ريتشلين
- موقع المنظمة الثقافية Kulturkosmos الموجود في Rechlin – Lärz Airfield (منظمو مهرجان فيوجن )
- تاريخ الحوادث لـ (REB) على شبكة سلامة الطيران.
- حالة الطقس في مطار ريتشلين لارس.
- قائمة «المطارات المهجورة والمنسية والشهيرة في أوروبا» المدرجة في رونالد